# Нефтехимическая компания Марун
30°29′02″ с. ш. 49°05′33″ в. д.
Нефтехимическая компания Марун (перс. شرکت پتروشیمی مارون‎) – это иранская нефтехимическая компания, расположенная в Махшахре, провинция Хузестан, основанная 21 января 1999 года.

## История
Нефтехимическая компания "Марун", иранский нефтехимический комплекс, была основана 21 января 1999 года в провинции Хузестан. Компания была создана в сотрудничестве с Национальной нефтехимической компанией, Пенсионным фондом нефтяной компании и Промышленной группой "Полимер Пушине". "Марун" построен на общей площади 1025 гектаров и состоит из двух отдельных подразделений в разных регионах. Первое подразделение находится в районе лагеря Корейт в Ахвазе, занимая 95 гектаров на 15-м километре дороги Ахваз-Махшехр. Это подразделение отвечает за восстановление этана и производство сырья для олефинового блока. Продукция транспортируется по 95-километровому трубопроводу в Специальную экономическую зону нефтехимии в порту Имам Хомейни. Второе подразделение расположено на площади 93 гектаров в зоне 2 Специальной экономической зоны нефтехимии порта Имам Хомейни. Здесь находятся олефиновый завод, а также другие производственные блоки и вспомогательные службы. Двухместное расположение позволяет компании управлять всем процессом от восстановления этана до выпуска конечных продуктов. Строительство олефинового блока, известного как "Седьмой олефиновый проект", начали в 2000 году. Нефтехимическая компания "Марун" начала свою деятельность в 2006 году, примерно через восемь лет после своего основания. На официальном открытии олефинового блока присутствовал Хасан Рухани, тогдашний президент Ирана. Запуск этого блока сделал "Марун" одним из крупнейших мировых производителей олефинов. В 2008 году, через два года после начала работы, в рамках политики приватизации Национальная нефтехимическая компания передала право собственности и управление компанией частному сектору.

## Единицы и продукты
Комплекс включает в себя заводы по производству полиэтилена низкой плотности (ПЭНП), полиэтилена высокой плотности, полифенола, олефинов, оксида этилена/этиленгликоля и установки для ультразвукового тестирования. Главным заводом является олефиновый, который снабжает остальные. Каждый завод имеет свою собственную лицензию. Например, лицензия для завода ПЭНП принадлежит компании Stamicarbon (SABIC).

## Санкции
В 2022 году Министерство финансов США наложило санкции на нефтехимические компании "Марун", "Харг" и "Фанаваран" с целью ограничения экспорта иранской нефтехимической продукции.